# 56 Aquilae
Désignations
56 Aquilae est une étoile de la constellation de l'Aigle. 56 Aquilae est sa désignation de Flamsteed. Elle a une magnitude apparente de 5,79, ce qui signifie qu'elle est à peine visible à l'œil nu comme un faible point lumineux orange, dans des conditions d'observation idéales. L'étoile est située à environ ∼ 580 a.l. (∼ 178 pc) du Système solaire, sur la base de sa parallaxe mesurée par le satellite Gaia. Elle se rapproche de la Terre avec une vitesse radiale héliocentrique de −50 km/s, et devrait s'en rapprocher jusqu'à une distance minimale de ∼ 222 a.l. (∼ 68,1 pc) dans environ 3,3 millions d'années.
56 Aquilae est une étoile géante vieillissante avec un type spectral de K5 III. S'étant étendue à 42 fois le rayon du Soleil, elle rayonne 391 fois la luminosité du Soleil et sa température de surface est de 3 972 K. C'est une étoile double, mais ce compagnon semble être purement optique. C'est l'une des étoiles doubles présentées dans l'ouvrage Sidereal Chromatics de l'amiral William Henry Smyth, publié en 1864.